# Faces of Death (album)
Faces of Death är Bone Thugs-N-Harmonys första album, utgivet 1993 under namnet B.O.N.E. Enterpri$e.

## Låtlista
1. "Flow Motion" - 2:44
2. "Everyday Thang" - 5:17
3. "Intro" - 1:32
4. "Def Dick" - 4:42
5. "Sons of Assassins" - 4:07
6. "Hell Sent" - 5:46
7. "#1 Assassin" - 3:31
8. "We Be Fiending" - 1:39
9. "Bless da 40 oz." - 4:03
10. "Gangsta Attatude" - 4:27